# South Salem, Ohio
South Salem là một làng thuộc quận Ross, tiểu bang Ohio, Hoa Kỳ. Năm 2010, dân số của làng này là 204 người.

## Dân số
- Dân số năm 2000: 213 người.
- Dân số năm 2010: 204 người.